# Бирзгальская волость
Би́рзгальская волость (латыш. Birzgales pagasts) — одна из двадцати территориальных единиц Огрского края Латвии. Административным центром волости является село Бирзгале, помимо него в состав волости входит село Даугавиеши.